# Gran Tríptico Lombardo 2020
La 1.ª edición de la clásica ciclista Gran Tríptico Lombardo fue una carrera en Italia que se celebró el 3 de agosto de 2020 con inicio en la ciudad Legnano y final en la ciudad de Varese sobre un recorrido de 199,7 kilómetros.
La carrera formó parte del UCI ProSeries 2020, calendario ciclístico mundial de segunda división, dentro de la categoría UCI 1.Pro. El vencedor fue el español Gorka Izagirre del Astana. Completaron el podio, como segundo y tercer clasificado respectivamente, el también español del Astana Alex Aranburu y el belga Greg Van Avermaet del CCC.
La prueba se creó en mayo de 2020, tras el reajuste de calendario provocado por la pandemia de enfermedad por coronavirus, como unión de las tres carreras que forman el Trittico Lombardo. En principio, esta debía ser su única edición.

## Equipos participantes
Tomaron parte en la carrera 21 equipos: 7 de categoría UCI WorldTeam invitados por la organización, 7 de categoría UCI ProTeam, 6 de categoría Continental y la selección nacional de Italia. Formaron así un pelotón de 146 ciclistas de los que acabaron 52. Los equipos participantes fueron:
| WorldTeams (7)- Astana - CCC Team - Mitchelton-Scott - Movistar Team - UAE Team Emirates - Ineos - Trek-Segafredo ProTeams (7)- Bardiani CSF Faizanè - Alpecin-Fenix - Androni Giocattoli-Sidermec - Circus-Wanty Gobert - Gazprom-RusVelo - Arkéa-Samsic - Vini Zabù-KTM Equipos continentales (6)- Beltrami TSA-Marchiol - Amore & Vita-Prodir - Sangemini-Trevigiani-MG.Kvis - Colombia Tierra de Atletas-GW Bicicletas - Team Colpack-Ballan - NTT Continental Cycling Team Equipo nacional- Italia |
| |

## Clasificación final
- La clasificación finalizó de la siguiente forma:[4]

| \| Clasificación general \| Clasificación general \| Clasificación general \| Clasificación general \| Clasificación general \| \| Ciclista \| Ciclista \| Equipo \| Tiempo \| \| \| --------------------- \| --------------------- \| --------------------------- \| --------------------- \| --------------------- \| \| 1.º \| Gorka Izagirre \| Astana \| 4 h 41 min 02 s \| \| \| 2.º \| Alex Aranburu \| Astana \| + 27 s \| \| \| 3.º \| Greg Van Avermaet \| CCC Team \| + 27 s \| \| \| 4.º \| Michał Kwiatkowski \| Team Ineos \| + 27 s \| \| \| 5.º \| Vincenzo Nibali \| Trek-Segafredo \| + 27 s \| \| \| 6.º \| Jan Polanc \| UAE Team Emirates \| + 27 s \| \| \| 7.º \| Nicola Bagioli \| Androni Giocattoli-Sidermec \| + 27 s \| \| \| 8.º \| Louis Vervaeke \| Alpecin-Fenix \| + 28 s \| \| \| 9.º \| Alessandro De Marchi \| CCC Team \| + 30 s \| \| \| 10.º \| Jhonatan Narváez \| Team Ineos \| + 1 min 01 s \| \| |                      |                             |                 |
| |                      |                             |                 |
| Fuente: ProCyclingStats |                      |                             |                 |
| Clasificación general |                      |                             |                 |
| Ciclista | Ciclista             | Equipo                      | Tiempo          |
| 1.º | Gorka Izagirre       | Astana                      | 4 h 41 min 02 s |
| 2.º | Alex Aranburu        | Astana                      | + 27 s          |
| 3.º | Greg Van Avermaet    | CCC Team                    | + 27 s          |
| 4.º | Michał Kwiatkowski   | Team Ineos                  | + 27 s          |
| 5.º | Vincenzo Nibali      | Trek-Segafredo              | + 27 s          |
| 6.º | Jan Polanc           | UAE Team Emirates           | + 27 s          |
| 7.º | Nicola Bagioli       | Androni Giocattoli-Sidermec | + 27 s          |
| 8.º | Louis Vervaeke       | Alpecin-Fenix               | + 28 s          |
| 9.º | Alessandro De Marchi | CCC Team                    | + 30 s          |
| 10.º | Jhonatan Narváez     | Team Ineos                  | + 1 min 01 s    |

## UCI World Ranking
El Gran Tríptico Lombardo otorgó puntos para el UCI World Ranking para corredores de los equipos en las categorías UCI WorldTeam, UCI ProTeam y Continental. Las siguientes tablas son el baremo de puntuación y los 10 corredores que obtuvieron más puntos:
| Posición              | 1.º | 2.º | 3.º | 4.º | 5.º | 6.º | 7.º | 8.º | 9.º | 10.º | 11.º | 12.º | 13.º | 14.º | 15.º | 16.º-30.º | 31.º-40.º |
| Clasificación general | 200 | 150 | 125 | 100 | 85  | 70  | 60  | 50  | 40  | 35   | 30   | 25   | 20   | 15   | 10   | 5         | 3         |

| Clasificación |                      |                             |         |
| Posición      | Ciclista             | Equipo                      | General |
| ------------- | -------------------- | --------------------------- | ------- |
| 1.º           | Gorka Izagirre       | Astana                      | 200     |
| 2.º           | Alex Aranburu        | Astana                      | 150     |
| 3.º           | Greg Van Avermaet    | CCC                         | 125     |
| 4.º           | Michał Kwiatkowski   | INEOS                       | 100     |
| 5.º           | Vincenzo Nibali      | Trek-Segafredo              | 85      |
| 6.º           | Jan Polanc           | UAE Emirates                | 70      |
| 7.º           | Nicola Bagioli       | Androni Giocattoli-Sidermec | 60      |
| 8.º           | Louis Vervaeke       | Alpecin-Fenix               | 50      |
| 9.º           | Alessandro De Marchi | CCC                         | 40      |
| 10.º          | Jhonatan Narváez     | INEOS                       | 35      |